# Pontal do Araguaia
Pontal do Araguaia là một đô thị thuộc bang Mato Grosso, Brasil. Đô thị này có diện tích 2755,095 km², dân số năm 2007 là 4966 người, mật độ 1,8 người/km².